# Bocca dell'inferno

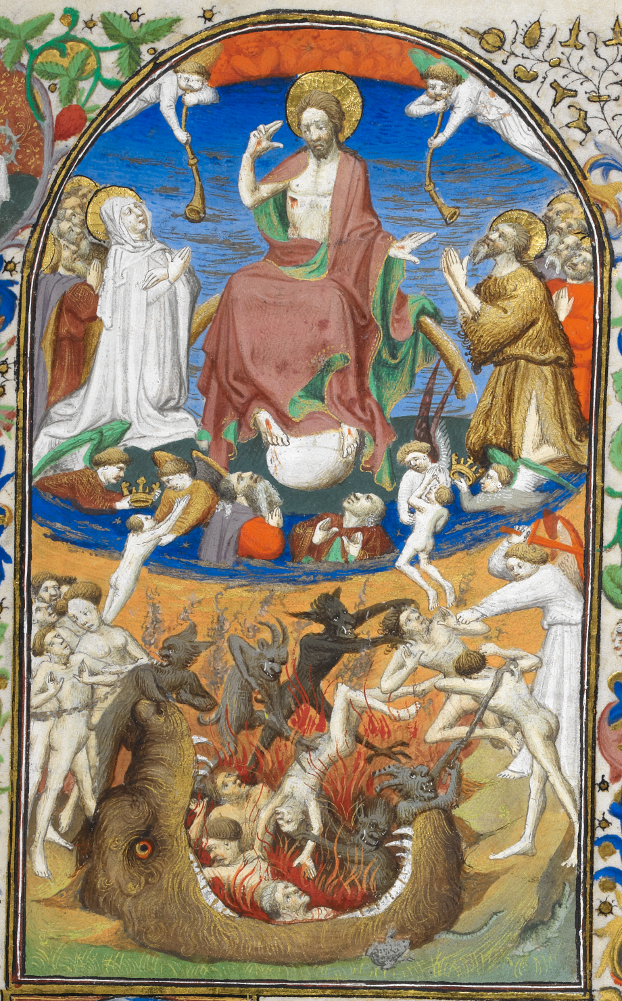
Giudizio universale (1410-30 circa) del Maestro di Bedford

La bocca dell'inferno è l'ingresso dell'inferno concepito come una bocca spalancata di un enorme mostro. Si tratta di uno dei simboli più ricorrenti correlati all'oltretomba ed è spesso apparsa in varie epoche e luoghi di tutto il mondo, specialmente durante il Medioevo in Europa.

## Storia
La primissima raffigurazione della bocca dell'inferno è probabilmente quella di Ammut, mostro della mitologia egizia che divorava le anime dei peccatori. Altri antichi esempi allegorici della bocca dell'inferno includono il Leviatano della mitologia cananita, e molti esempi citati nell'Eneide di Virgilio. Dopo essersi diffusa in tutta Europa durante il Medioevo, la bocca dell'inferno è divenuta molto comune nelle raffigurazioni del Giudizio universale e della discesa di Cristo agli inferi fino alla fine del Medioevo, anche se non sono mancati esempi risalenti al Rinascimento e anche posteriori. Ha goduto di un revival dopo la Riforma protestante del Cinquecento, quando venne usata nelle stampe popolari denigratorie raffiguranti i nemici della Riforma divorati dalla bocca mostruosa. Fra le bocche infernali tardive si può segnalare quella raffigurata da El Greco nella sua Adorazione del nome di Gesù (1578-79).